# Ковш с драконом (Мизерони)
Раковина, известная как «Ковш с драконом» (нем. Muschelschale, sog. Drachenschale) — ковш работы итальянского ювелира Гаспаро Мизерони (1518—1573). Создан между 1565 и 1570 годами в Милане. Хранится в Кунсткамере в Музее истории искусств, Вена (инвент. номер 1851 УК).
Предмет находился в коллекции императора Рудольфа II. Его мотив с драконом характерен для миланской мастерской Мизерони.
В этом экспонате гармонично сочетаются работа огранщика и искусство неизвестного ювелира. Результатом стал тревожный фантастический образ: тому, кто желал выпить из ковша в виде дракона, нужно было взять ковш в руки, держа за золотые крылья дракона, и приложить губы к заостренному концу хвоста чудовища. Однако, при этом дракон поворачивает свою голову, смотрит на того, кто пьет горячими глазами, оскалив зубы.